# Darrell Miller
Darrell Keith Miller (nascido em 26 de fevereiro de 1958) é um ex-jogador de beisebol profissional americano e atual clérigo católico. Enquanto com o Los Angeles Angels, ele foi um receptor e defensor, jogando de 1985 a 1988. Ele também é um diácono católico, o primeiro afro-americano ordenado na Diocese de Orange.
A partir de 2021, ele atua como diretor da Urban Youth Academy da Major League Baseball, localizada em Compton, Califórnia.

## Carreira
Antes de ser convocado para a Major League Baseball (MLB), ele jogou três temporadas na California State Polytechnic University em Pomona, Califórnia.
Ele jogou toda a sua carreira pelo California Angels, a equipe que o selecionou na 9ª rodada do Draft de 1979 da Major League Baseball. Ele jogou em 224 jogos na carreira da MLB, rebatidas 0,241 com 13 duplas, 8 home runs e 35 corridas impulsionadas, em 394 rebatidas.
Como membro da equipe em 1986, os Angels avançaram para a American League Championship Series, perdendo para o Boston Red Sox.

## Vida pessoal
Miller é irmão dos membros do Basketball Hall of Fame Cheryl Miller e Reggie Miller. Ele frequentou a Ramona High School em Riverside, Califórnia, em meados da década de 1970.
Ele é casado com Kelly Miller e tem três filhos; Darrell Jr., Nicole e Cameron. Ele se converteu ao catolicismo depois de tentar sem sucesso converter Kelly à sua antiga fé batista. Ele se tornou um diácono católico em outubro de 2021, o primeiro afro-americano ordenado a essa ordem na Diocese de Orange. (Outro homem negro serviu anteriormente como diácono lá, mas foi ordenado em Los Angeles.)